# Marian Gęsicki
Marian Gęsicki (Polonia, 19 de mayo de 1953) es un atleta polaco retirado especializado en la prueba de 400 m, en la que consiguió ser medallista de bronce europeo en pista cubierta en 1977.

## Carrera deportiva
En el Campeonato Europeo de Atletismo en Pista Cubierta de 1977 ganó la medalla de bronce en los 400 metros, con un tiempo de 47.21 segundos, tras el belga Fons Brijdenbach y el francés Francis Demarthon  (plata con 47.11 segundos).